# Macroxiphus globiceratus
Macroxiphus globiceratus är en insektsart som beskrevs av Joyce Winifred Vickery och D.K.M. Kevan 1999. Macroxiphus globiceratus ingår i släktet Macroxiphus och familjen vårtbitare. Inga underarter finns listade i Catalogue of Life.